# Parolpium gracile
Parolpium gracile är en spindeldjursart som först beskrevs av Beier 1930.  Parolpium gracile ingår i släktet Parolpium och familjen Olpiidae. Inga underarter finns listade i Catalogue of Life.